# Character.ai
Character.ai (estilitzat com a Character. AI, c.ai i character.ai, també coneguda com Character AI) és una aplicació web de chatbot de model de llenguatge neuronal que pot generar respostes de text semblants a humans i participar en converses contextuals. Construït per desenvolupadors anteriors de LaMDA de Google, Noam Shazeer i Daniel De Freitas, el model beta es va posar a disposició del públic el setembre de 2022.
Els usuaris poden crear "personatges", crear les seves "personalitats", establir paràmetres específics i després publicar-los a la comunitat perquè altres puguin xatejar. Molts personatges poden estar basats en fonts de mitjans de ficció o en celebritats, mentre que d'altres són completament originals, alguns estan fets amb determinats objectius en ment, com ara ajudar amb l'escriptura creativa o ser un joc d'aventures basat en text. Els usuaris poden connectar-se amb un personatge singular o organitzar xats de grup que contenen diversos personatges que conversen entre ells i/o amb l'usuari alhora.
Quan un personatge envia una resposta, els usuaris poden puntuar la resposta d'1 a 4 estrelles. A més, els usuaris poden explicar els motius pels quals s'escullen una determinada quantitat d'estrelles fent clic en un dels botons de 4 a 6. La qualificació afecta principalment el caràcter específic, però també afecta la selecció del comportament en el seu conjunt. L'usuari també pot fer clic a la fletxa dreta de l'IA per generar una resposta nova i, posteriorment, mirar els missatges generats fent clic a la fletxa esquerra.
Construït a partir d'aprenentatge profund avançat i models de llenguatge expansius, el programari es troba actualment en fase beta i es troba en millora contínua; el 5 de novembre de 2022, la memòria de conversa es va augmentar el doble de la capacitat anterior perquè l'IA pogués "recordar" missatges de més enrere.